# NGC 3115
NGC 3115 is een elliptisch sterrenstelsel in het sterrenbeeld Sextant. Het hemelobject werd op 22 februari 1787 ontdekt door de Duits-Britse astronoom William Herschel. In astronomische middens is NGC 3115 bekend als de Spindle galaxy (Spoelstelsel).
Waarnemers in de Benelux kunnen, aan de hand van NGC 3115, op zoek gaan naar de gordel van geostationaire satellieten. De telescoop met volgmechanisme dient naar NGC 3115 gericht te worden, de geostationaire satellieten bewegen traag doorheen het beeldveld.

## Synoniemen
- MCG -1-26-18
- UGCA 199
- PGC 29265